# Manastir Morača
Manastir Morača este un sat din comuna Kolašin, Muntenegru. Conform datelor de la recensământul din 2003, localitatea are 49 de locuitori (la recensământul din 1991 erau 73 de locuitori).

## Demografie
În satul Manastir Morača locuiesc 47 de persoane adulte, iar vârsta medie a populației este de 46,8 de ani (47,8 la bărbați și 46,0 la femei). În localitate sunt 20 de gospodării, iar numărul mediu de membri în gospodărie este de 2,05.
Populația localității este foarte eterogenă.
|  |

| Demografie | Demografie | Demografie |
| An         | Locuitori  | Locuitori  |
| ---------- | ---------- | ---------- |
|            |            |            |
|            |            |            |
|            |            |            |
|            |            |            |
| 1948       | 87         |            |
| 1953       | 112        |            |
| 1961       | 218        |            |
| 1971       | 117        |            |
| 1981       | 65         |            |
| 1991       | 73         | 73         |
| 2003       | 49         | 49         |

| \| Componența etnică conform recensământului din 2003[2] \| Componența etnică conform recensământului din 2003[2] \| Componența etnică conform recensământului din 2003[2] \| Componența etnică conform recensământului din 2003[2] \| Componența etnică conform recensământului din 2003[2] \| \| ----------------------------------------------------- \| ----------------------------------------------------- \| ----------------------------------------------------- \| ----------------------------------------------------- \| ----------------------------------------------------- \| \| \| \| \| \| \| \| Sârbi \| Sârbi \| \| 24 \| 48,97% \| \| Muntenegreni \| Muntenegreni \| \| 23 \| 46,93% \| \| Iugoslavi \| Iugoslavi \| \| 1 \| 2,04% \| \| necunoscută \| necunoscută \| \| 0 \| 0% \| |              |  |    |        |
| Componența etnică conform recensământului din 2003 |              |  |    |        |
| |              |  |    |        |
| Sârbi | Sârbi        |  | 24 | 48,97% |
| Muntenegreni | Muntenegreni |  | 23 | 46,93% |
| Iugoslavi | Iugoslavi    |  | 1  | 2,04%  |
| necunoscută | necunoscută  |  | 0  | 0%     |